# Vinorodna dežela Primorska
Vinorodna dežela Primorska je ena izmed treh vinorodnih dežel v Sloveniji. Od juga proti severu obsega slovenski del Istre ob meji s Hrvaško, območje obale Tržaškega zaliva, Kras, Vipavsko dolino, ob meji z Italijo pa še Goriška brda. Skupna površina vinorodne dežele obsega 7055 hektarov in predstavlja približno tretjino slovenskih vinogradov. Dežela proizvede okrog 40 milijonov litrov vina letno (2/5 skupnega slovenskega pridelka). V priobalnem pasu in na Krasu prevladuje zastopanost rdečih sort, največji delež belih sort pa je v Vipavski dolini. Vinorodna dežela se deli na 4 vinorodne okoliše: Goriška brda, Vipavska dolina, vinorodni okoliš Kras in vinorodni okoliš Slovenska Istra. 
V splošnem so zaradi pretežno toplih in suhih vplivov Jadranskega morja vina, pridelana v tej geografski legi suha, z višjo alkoholno stopnjo in nižjim kislinskim faktorjem. Sortna rdeča vina so Barbera, Cabernet sauvignon, Cabernet franc, Refošk, Modri pinot, Merlot, Teran, Teranton; bela pa Beli pinot, Sivi pinot, Malvazija, Rebula, Chardonnay, Laški rizling, Sauvignon, Pinela, Zeleni sauvignon ali Sauvignonasse, prej imenovan Furlanski tokaj, Zelen, Klarnica, Verduc, Pikolit idr. Zvrsti so Vipavec, Koprčan, Kraševec, Vrtovčan in Vandrijan.